# Suzzara Calcio 2000
Suzzara Calcio 2000  là một câu lạc bộ bóng đá Ý có trụ sở tại Suzzara, Lombardy. Màu sắc của đội là trắng và đen.
Câu lạc bộ được thành lập vào năm 1919 và trải qua 2 mùa giải ở Serie B.